# Championnat de Suisse de combiné nordique 2012
Le championnat de Suisse de combiné nordique 2012 s'est déroulé le 6 octobre 2012 à Einsiedeln. L'épreuve a couronné Tim Hug.

## Résultats

### Seniors
| Rang | Athlète         |
| ---- | --------------- |
| 1    | Tim Hug         |
| 2    | Swen Fawer      |
| 3    | Seppi Hurschler |

### Juniors
| Rang | Athlète             |
| ---- | ------------------- |
| 1    | Swen Fawer          |
| 2    | Jan Kirchhofer      |
| 3    | Raphael Heimgartner |